# Stu Hart
Stewart Edward "Stu" Hart (Saskatoon, Saskatchewan, 3 de mayo de 1915 - Calgary, Alberta 16 de octubre de 2003) fue un marino, luchador profesional, promotor de lucha libre y entrenador canadiense. Como patriarca de la prestigiosa Familia Hart, es el antepasado de muchos luchadores, siendo el más notable el padre de Bret y Owen Hart. Stu fundó la Stampede Wrestling, una promoción base en Calgary.
Stu es considerado por muchos, incluido el importante historiador y periodista deportivo Dave Meltzer, como una de las figuras más influyentes e importantes en la lucha libre profesional y un icono de la cultura popular canadiense. Su mayor aporte fue como promotor y formador. Además de sus familiares, otros de los aprendices de Hart incluyeron a los futuros campeones mundiales Fritz Von Erich, Superstar Billy Graham, Chris Jericho, Edge, Christian, Mark Henry, Chris Benoit y Jushin Thunder Liger. También era conocido por su participación en más de treinta organizaciones benéficas, por lo que fue nombrado Miembro de la Orden de Canadá, el segundo honor más alto por mérito que se puede otorgar en el país y el honor civil más alto.
Fue inducido al Salón de la Fama de la WWE en 2010 por su hijo Bret.

## Primeros años
Stu Hart nació el 3 de mayo de 1915 en una familia pobre de la provincia de Saskatchewan, hijo de Edward y Elizabeth Stewart Hart. Era principalmente de ascendencia escocesa del Ulster por parte de su padre, pero también tenía ascendencia escocesa e inglesa por parte de la familia de su madre. Cuando era niño, Stu vivía en una tienda de campaña con su familia en la pradera de Alberta, viviendo de la tierra, ordeñando vacas y cazando animales salvajes que cazaba con su honda. Stu y sus hermanas (Sylvester y Edrie) fueron maltratados a menudo en la escuela tanto por sus compañeros de estudios como por sus profesores, precisamente por su situación precaria y él mismo fue reprendido y tratado con desdén por ser zurdo, algo entonces visto como una "desviación". Como la mayoría de los niños zurdos de la época, se vio obligado a escribir con la derecha y, como resultado, se volvió ambidiestro. En 1928, su padre fue arrestado por no pagar los impuestos atrasados, mientras que el Ejército de Salvación envió a Stu, su madre y sus dos hermanas a vivir en Edmonton. Debido a su infancia y juventud indigentes, no experimentó un cambio dramático en la calidad de vida o la mentalidad durante la Gran Depresión que afectó a la mayoría de los que lo rodeaban en Edmonton.

## Como luchador amateur
Fue entrenado en la lucha libre en su juventud por otros niños. Hablando de eso, dijo que su "cabeza estaría azul cuando lo soltaran". Stu enseñó lo que se conoce en el mundo luchístico como shoot style a todos los que entrenaron con él en las décadas de 1980 y 1990 con la idea de que enseñar a sus alumnos movimientos reales de sumisión haría que su estilo de lucha profesional fuera más nítido. Durante su estancia en Edmonton, comenzó a interesarse por los deportes, siendo la lucha libre y el fútbol americano sus favoritos. Comenzó a levantar pesas y a entrenar para la lucha libre cuando tenía catorce años y rápidamente desarrolló brazos impresionantes. Se unió a la YMCA en 1929 y pronto se convirtió en un luchador talentoso. A la edad de quince años, Hart ganó el campeonato de la ciudad de Edmonton en la categoría de peso mediano y el campeonato provincial de Alberta ese mismo año. Hart continuó entrenando y mejorando sus habilidades y para 1937 era campeón de peso wélter del Dominion, también en 1937 ganó una medalla de oro en la categoría de peso wélter de la Unión Atlética Amateur de Canadá. Hart se clasificó para los Juegos de la Mancomunidad de 1938 en Australia, pero no pudo asistir por razones económicas, principalmente la falta de financiación del gobierno canadiense aunado a los estragos de la Gran Depresión. A mediados de la década de 1930, también entrenó lucha libre en la Universidad de Alberta.

## Otras actividades y Segunda Guerra Mundial
Si bien era principalmente un amante de la lucha por sumisión, también era un excelente atleta polivalente que practicaba prácticamente todos los deportes disponibles, sobresaliendo en fútbol americano, béisbol y bola rápida en particular. Jugó profesionalmente para los Edmonton Eskimos de 1937 a 1939 como centro y fue considerado un artista destacado en ese momento. Inicialmente, Stu también había sido programado para la temporada de 1941, pero tuvo que rechazarlo debido a otros compromisos que le impidieron unirse en ese momento. Entrenó a un equipo de bola rápida femenina en Edmonton a finales de la década de 1930, además de ser el capitán de un popular equipo de béisbol llamado Hart's All Stars. Los jugadores de Hart's All Stars estaban formados por trabajadores de chapa de Edmonton a quienes entrenó.
En la víspera de Navidad de 1941, Hart casi muere en un accidente de bicicleta en el que se rompió los codos y pulgares y se lastimó gravemente la espalda. Las lesiones corrían el riesgo de acabar con la carrera atlética. El accidente ocurrió mientras se dirigía a estar con su padre Edward para celebrar la Navidad con la familia cuando un camión de bomberos pasó detrás de él y obligó a desviarse hacia el lado donde fue atropellado por otro automóvil que lo impulsó diez metros hacia adelante. Pasó varios meses recuperándose en el Hospital Royal Alexandra. En primavera, todavía hospitalizado, Hart recibió la visita de Al Oeming, un joven vecino que había sido reclutado por la Marina Real Canadiense para la Segunda Guerra Mundial y tras ser dado de alta del hospital, decidió alistarse en la Marina y fue designado para el cargo de Director de Atletismo. A principios de 1943, fue transferido del Nonsuch en Edmonton al servicio regular en Cornwallis, Nueva Escocia. Físicamente, se había recuperado completamente de sus heridas y esperaba ver un verdadero servicio en el mar después, pero la Marina parecía estar más interesada en él como director deportivo que como marinero alistado. A finales de 1943, la Armada lo hizo luchar principalmente para divertir a los demás militares, en lugar de hacerlo puramente de manera competitiva. Actuó regularmente ante miles de otros soldados en salas de ejercicios. Varios de los hombres con los que trabajó terminarían siendo empleados de Stu cuando se convirtiera en promotor más adelante en su vida.
Hart pasó gran parte de su tiempo libre durante la Segunda Guerra Mundial realizando y organizando diferentes eventos deportivos para recaudar fondos para el esfuerzo bélico. Como marinero activo y director de atletismo, era el líder de todos los equipos deportivos disponibles y también miembro de ellos, sobre todo el equipo de bola rápida y el equipo de lucha libre. Originalmente quería dejar la Marina cuando terminara el conflicto, pero la organización lo consideró un gran activo tanto como entrenador como como obra maestra, lo que lo convenció de quedarse. Finalmente, tras unos intentos, Hart obtuvo su baja de la Marina a principios de 1946.

## Carrera en la lucha libre profesional

### Inicios en Nueva York (1946–1947)
Fue durante su estancia en la Marina que Stu conoció la lucha libre profesional. Por esta época, él y Oeming se hicieron amigos más cercanos. Más tarde, Oeming lo ayudaría a manejar su propio ascenso.
Después de recuperarse de un accidente automovilístico, Stu compitió en varios partidos de exhibición para entretener a las tropas. En 1946, mientras recibía formación de Toots Mondt,  debutó en la ciudad de Nueva York. Al principio, Hart experimentó un trato severo por parte de sus compañeros luchadores en el ring y durante el entrenamiento, siendo considerado al principio un "pretty boy" por sus compañeros y luchadores mayores; descrito como " alto, moreno y guapo, con una constitución que avergonzaría a los ídolos del cine", se convirtió inmediatamente en el favorito del público femenino. Hart a menudo era rodeado de mujeres y cubierto de besos mientras se dirigía al ring. Aunque nunca tuvo la oportunidad de ser campeón, participó en varios combates de alto perfil con personas como Lou Thesz y Frank Sexton. También desarrolló una reputación como atleta legítimo y "tipo duro" en el negocio. Hart era un luchador frecuente en equipos junto con Lord James Blears. Vivieron como roomies durante seis meses con otro luchador llamado Sandor Kovacs, a quien Hart ya conocía de la Marina. Solían frecuentar las playas de Long Beach en Nueva York en su tiempo libre y fue allí donde conoció a su esposa Helen Smith y su familia. Hart se había convertido rápidamente en una estrella en ascenso en el área, pero decidió irse junto con su prometida recién comprometida solo aproximadamente un año y medio después de debutar.

### National Wrestling Alliance (1947–1984)
En 1947, Hart trabajaba para Jerry Meeker y Larry Tillman en Montana como luchador y booker. A finales de 1947 viajó brevemente para luchar en San Antonio. En septiembre de 1948, fundó la empresa de lucha libre Klondike Wrestling en Edmonton, la promoción se unió a la National Wrestling Alliance (NWA). En 1949, Hart participó en una historia con Lord Albert Mills, y estaban programados para enfrentarse en un combate de dos a tres caídas en el evento principal en el Billings Sports Arena el 19 de diciembre; el combate fue una continuación de otro de la semana anterior cuando Mills había obtenido la victoria por medios nefastos. Hart fue retratado como si hubiera sido tomado por sorpresa el lunes anterior cuando sucedió. Durante su carrera en el ring, incluso durante su tiempo con la NWA, ha competido como un luchador face, y fue un destacado atractivo para las mujeres. En 1950, Hart luchó para Alex Turk Promotions, asociada a la NWA, en Winnipeg. El primer combate fue contra Verne Gagne. El 29 de junio en el Civic Auditorium, la lucha resultó en un empate. También se enfrentó a Matt Murphy en el mismo recinto el 9 de noviembre, que estaba reservado para ganar. Más tarde en 1951, Hart encabezó un evento en Wisconsin, nuevamente junto con Gagne.

### Big Time Wrestling y Wildcat Wrestling (1952-1967)
En 1952, Hart compró el territorio de lucha libre de Tillman en Alberta y fusionó su propia promoción con él en Big Time Wrestling. Esta promoción luego cambiaría de nombre a Wildcat Wrestling y finalmente se transformaría en Stampede Wrestling muchos años después. La versión televisada de los programas de lucha libre de Hart fue uno de los programas de televisión de mayor duración de Canadá, con más de 30 años y siguió siendo uno de los programas deportivos más populares de Calgary, y finalmente se transmitió en más de 50 países en todo el mundo.

### Stampede Wrestling (1967-1986)
Hart's Stampede Wrestling fue responsable del desarrollo de muchos luchadores que luego tendrían mucho éxito en otras promociones y territorios, principalmente en la WWF. Hart generalmente cerraba la promoción durante los veranos y la abría nuevamente durante el invierno cuando los otros territorios estaban cerrados. Hart había luchado en ocasiones con animales como tigres y osos pardos como parte de los esfuerzos promocionales de la empresa y de organizaciones benéficas. Más adelante solía dejar que sus hijos Bruce y Keith gestionar la reserva de la promoción.
El 25 de julio de 1986, luchó por última vez en un combate por equipos con su hijo, Keith, derrotando a Honky Tonk Wayne y JR Foley en un evento de Stampede Wrestling en Calgary.

### Apariciones posteriores a la jubilación (1991-2003)
Tras el retiro, hizo varias apariciones en la programación de WWE en los años 1990 y principios de los 2000. La mayoría de esas apariciones involucraron a sus hijos, Bret y Owen Hart. Un elemento recurrente de estas apariciones en los 90's fue que Stu y Helen serían atacados verbalmente por varios de los comentaristas, principalmente por Bobby Heenan y Jerry Lawler, el último de los cuales estaba en una larga disputa con Bret durante este momento.
Hart también apareció en WCW en el evento Slamboree 1993: A Legends' Reunion.

## Vida personal
Stu se casó con la estadounidense Helen Smith (n. 1924 - f. 2001), hija del corredor de maratón olímpico Harry Smith, el 31 de diciembre de 1947. Stu y Helen estuvieron juntos durante más de 53 años hasta la muerte de Helen a la edad de 77 años, quedándose viudo. Ambos criaron a sus doce hijos en la mansión Hart; Smith, Bruce, Keith, Wayne, Dean, Ellie, Georgia, Bret, Alison, Ross, Diana y Owen. Aunque era un cristiano no confesional, hizo bautizar a todos sus hijos por un sacerdote católico local. La pareja tiene alrededor de treinta y seis nietos biológicos y varios bisnietos. Muchos de sus nietos se convirtieron en luchadores o participaron de otra manera en la lucha libre, entre ellos Natalya y Teddy. En 1949, Stu y su esposa Helen, que estaba embarazada de Bruce, sufrieron un accidente automovilístico cuando regresaban a casa después de un evento. Él salió ileso, aunque rompió el volante del auto en el impacto, sin embargo, Helen y el pequeño Bruce sufrieron varias heridas y tuvieron que permanecer internados en un hospital durante mucho tiempo. Esto les llevó a dejar a su hijo mayor, Smith, con los padres de Helen durante dos años.
Stu era amigo cercano del también luchador Luther Lindsay. La muerte de Luther en 1972 afectó tremendamente a Hart, y según se informa, llevó una foto de él en su billetera hasta su fallecimiento en 2003. Su hijo Keith los describió como tan cercanos como hermanos. Stu también era un buen amigo del promotor de lucha libre Jack Pfefer, a quien le pidió que fuera el padrino de su hijo Ross, así como del alcalde de Calgary, Rod Sykes y del jugador de hockey sobre hielo Brian Conacher. 
Todos los cinturones de lucha libre que Stu usó para sus promociones fueron hechos a mano por él mismo. Hacer cinturones de campeonato era una de las muchas habilidades domésticas que poseía.
Stu supuestamente escribió el prólogo del controvertido libro Under the Mat, que fue escrito por su hija menor, Diana Hart . Su hijo Bret ha cuestionado su legitimidad y ha declarado que si Hart escribió el prólogo, su hija probablemente no le dejó leer el libro de antemano.

## Muerte
En mayo de 2003, Stu Hart tuvo un ataque de neumonía que puso en peligro su vida, por lo que fue hospitalizado en el Hospital General de Rockyview, aunque Hart se recuperó ese mismo mes y regresó a su residencia en el Hart mansion. El 3 de octubre de 2003, fue readmitido en el Hospital General de Rockyview como resultado de una infección en el codo en la que luego desarrolló neumonía nuevamente. También padecía dolencias asociadas a la diabetes y la artritis. Tras una breve mejoría de su salud durante unos días a partir del 11 de octubre, sufrió un derrame cerebral días después, y falleció el 16 de octubre. Tenía 88 años.
Al funeral asistieron aproximadamente 1000 personas. Fue incinerado y sus cenizas fueron posteriormente enterradas en Eden Brook Memorial Gardens en un terreno con su esposa Helen, quien había muerto casi dos años antes, en noviembre de 2001.
Uno de los hijos de Stu ha informado que él, teniendo una edad avanzada, quedó gravemente afectado por la trágica muerte de Owen en mayo de 1999, seguido de la mencionada muerte de Helen.

## Campeonatos y logros

### Lucha libre amateur
- City, Edmonton
  - Edmonton City Middleweight Championship (1930)

- Provincial, Alberta
  - Alberta Provincial Championship (1930)

- National, Canada
  - Western Canada Championship
  - Canadian National Wrestling Championship (1939)

- Dominion Amateur Wrestling
  - Dominion Welterweight Championship (1937)
  - Dominion Light Heavyweight Championship (1940)

- Amateur Athletic Union of Canada
  - Welterweight Championship (1937)

### Lucha libre profesional
- Canadian Pro Wrestling Hall of Fame
  - Clase 1980

- Cauliflower Alley Club
  - Iron Mike Mazurki Award (2001)

- George Tragos/Lou Thesz Professional Wrestling Hall of Fame
  - Clase 2008

- National Wrestling Alliance
  - NWA Northwest Tag Team Championship (2 veces) – con Pat Meehan y Luigi Macera

- Professional Wrestling Hall of Fame
  - Clase 2014

- Stampede Wrestling
  - Stampede Wrestling Hall of Fame (Clase 1995)

- WWE
  - WWE Hall of Fame (Clase 2010)

- Wrestling Observer Newsletter
  - Wrestling Observer Newsletter Hall of Fame (Clase 1996)